# Wocklumeria
Wocklumeria – rodzaj głowonogów z wymarłej podgromady amonitów, z rzędu Clymeniida
Żył w okresie dewonu (famen).